# Аньер-сюр-Нуэр
Анье́р-сюр-Нуэ́р (фр. Asnières-sur-Nouère) — коммуна во Франции, находится в регионе Пуату — Шаранта. Департамент — Шаранта. Входит в состав кантона Йерсак. Округ коммуны — Ангулем.
Код INSEE коммуны — 16019.
Коммуна расположена приблизительно в 390 км к юго-западу от Парижа, в 100 км южнее Пуатье, в 12 км к северо-западу от Ангулема.

## Население
Население коммуны на 2008 год составляло 1103 человека.
| 1962 | 1968 | 1975 | 1982 | 1990 | 1999 | 2008 |
| ---- | ---- | ---- | ---- | ---- | ---- | ---- |
| 629  | 639  | 666  | 820  | 1015 | 1013 | 1103 |

## Администрация
| Период | Период | Фамилия       | Партия | Примечания |
| ------ | ------ | ------------- | ------ | ---------- |
| 1989   | 2008   | Робер Дуайен  |        |            |
| 2008   |        | Жильбер Кампо |        | бухгалтер  |

## Экономика
В 2007 году среди 757 человек в трудоспособном возрасте (15—64 лет) 574 были экономически активными, 183 — неактивными (показатель активности — 75,8 %, в 1999 году было 74,9 %). Из 574 активных работали 534 человека (296 мужчин и 238 женщин), безработных было 40 (14 мужчин и 26 женщин). Среди 183 неактивных 51 человек были учениками или студентами, 71 — пенсионерами, 61 были неактивными по другим причинам.

## Достопримечательности
- Приходская церковь Сен-Мартен (XII век). Исторический памятник с 1933 года[3]
- Усадьба Нуэр (XIX век)

## Фотогалерея

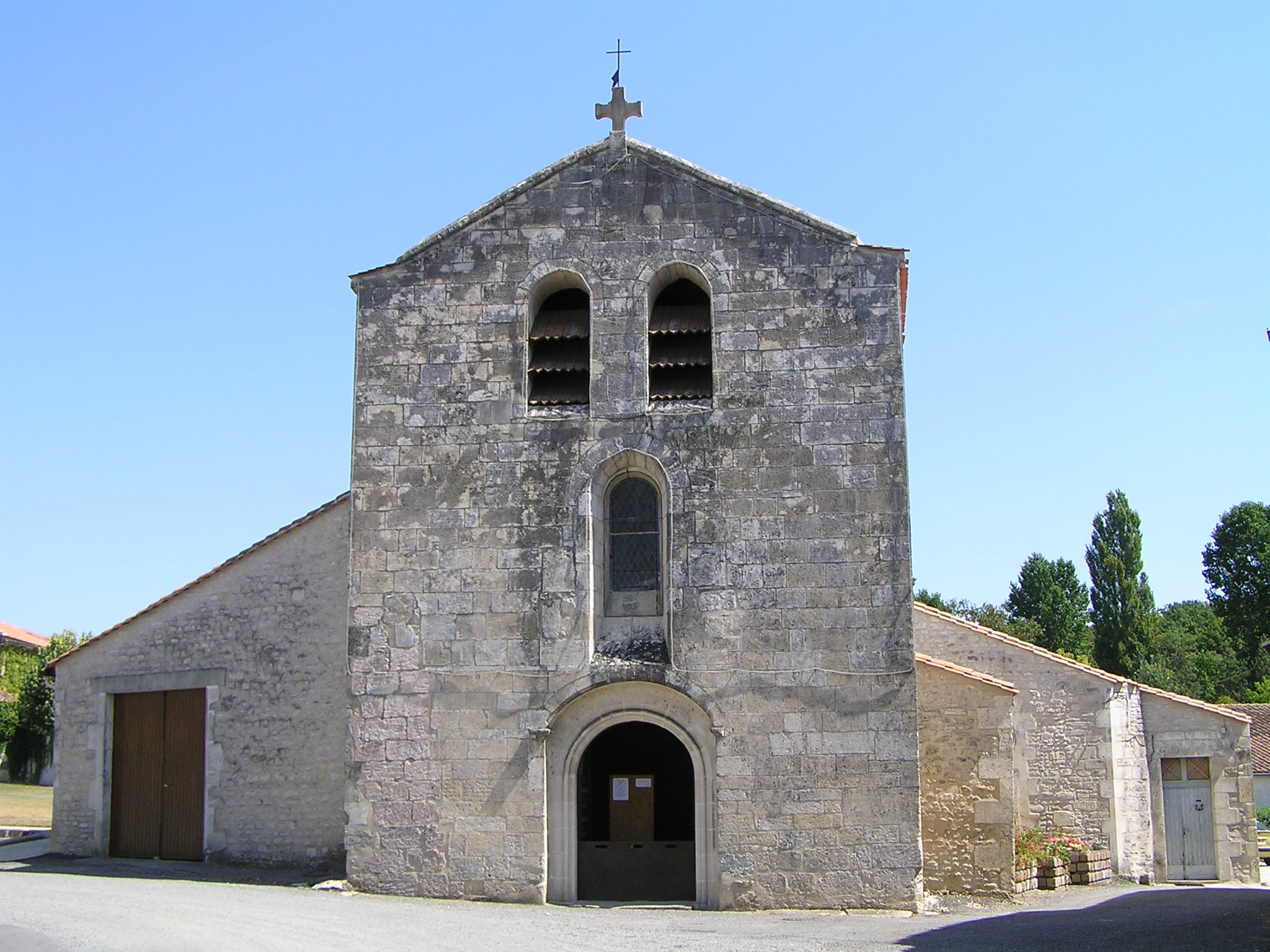
Церковь Сен-Мартен
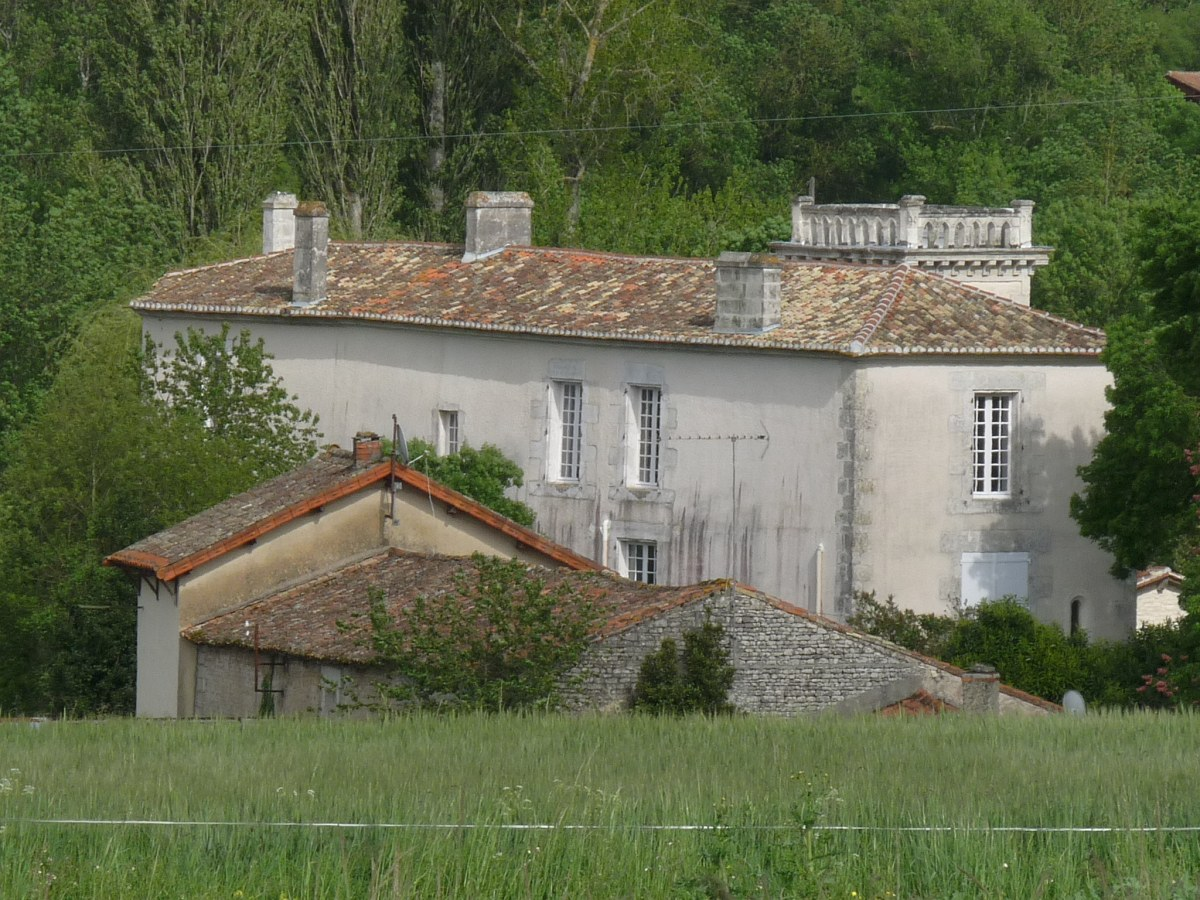
Усадьба Нуэр
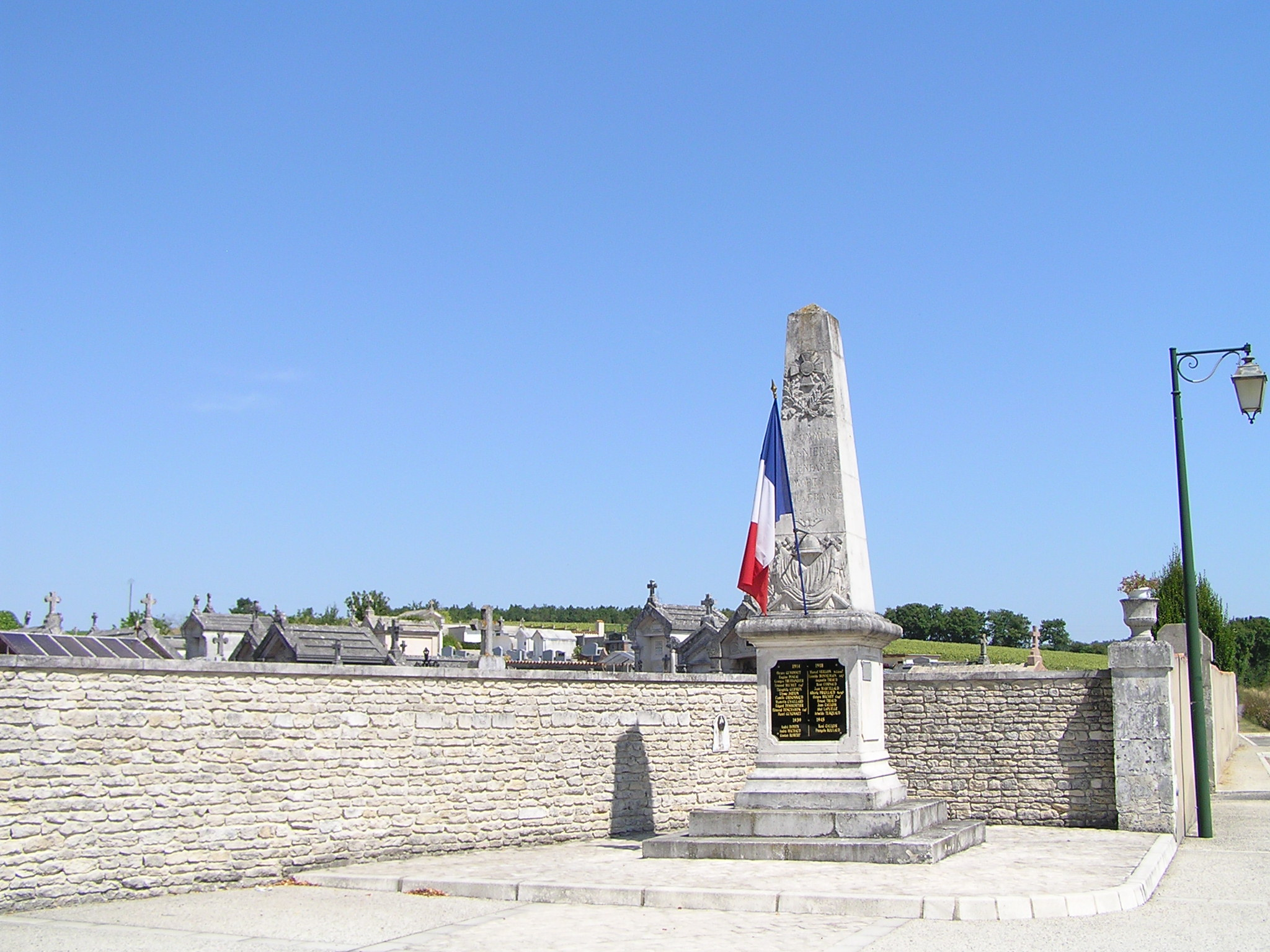
Военный мемориал